# Sticky Bomb (artist)
Sticky Bomb, artistnamn för Per-Åke Holmberg, född 15 april 1962, är en svensk trumslagare och DJ, främst känd från Wilmer X.
Holmberg har även varit med i band som Sticky & The Bombs och Torsson. Han har även spelat och medverkat i Bonafide, Kriminella Gitarrer, Babylon Blues, Buckaroos, Desmorony's, Mother Popcorn och The Push.